# Агарков Євгеній Михайлович
Євгеній Михайлович Агарков (нар. 1990, Миколаївська область) — український журналіст, телеведучий, викладач.

## Життєпис
Євгеній Агарков народився 1990 року у Миколаївській області України.
Працював: 
- журналістом та сценаристом у розважальних телепрограмах на українських продакшенах, телеканалах та радіо, серед яких: Перший, Інтер, СТБ, NewsOne, UBR, Star Media[1],
- журналістом у «ТСН» (1+1) та програмі «Спецкор» (2+2)[2],
- ведучим програми «Лицом к лицу» на каналі іномовлення України UATV[2].

Влітку 2014-го поїхав до Росії робити серію репортажів про викрадену українську льотчицю — Надію Савченко, за що був затриманий російськими спецслужбами. Після депортації з Росії почав працювати у гарячих точках зони АТО по лінії фронту від Маріуполя до Луганщини.
Викладач Київського національного університету культури і мистецтв.
24 лютого 2022 року, у день повномасштабного вторгнення Росії в Україну, був першим ведучим, який оголосив про початок війни. З того часу - ведучий інформаційного телемарафону "Єдині новини".  

## Відзнаки
- Почесна грамота Верховної Ради України[1],
- Почесна відзнака від Голови СБУ[1].